# Seid Korac
Seid Korac, né le 20 octobre 2001 à Niederkorn, est un footballeur international luxembourgeois qui évolue au poste de défenseur central au Venise FC.

## Biographie
Seid Korac est né à Niederkorn dans la commune de Differdange, dans une famille aux origines serbes, pays dont il possède également la nationalité,,.

### Carrière en club
Ayant commencé son parcours footballistique au CS Oberkorn, Korac rejoint l'académie du FC Rodange 91 en 2014, en compagnie de ses deux frères majeurs Irfan et Kenan,. Intégré à l'équipe professionnelle de Division nationale du club de Rodange dès 2017, il ne permet pas à son équipe d'éviter la relégation lors de la saison 2017-18 alors qu'il fait ses premières entrées en jeu comme milieu de terrain. Et si le club luxembourgeois remportera l'édition suivante de la Promotion d'honneur, Seid Korac part du club en janvier 2019, pour rejoindre le FC Nuremberg, qui évolue alors en Bundesliga.
À Nuremberg, Korac s'illustre rapidement avec les équipes de jeunes, marquant notamment un but dès sa première apparition avec les moins 19 ans. La saison suivante, il intègre l'équipe reserve du club, qui évolue en Regionalliga,.
Le 11 août 2021, Korac rejoint le club danois de 1. Division du Esbjerg fB pour un contrat allant jusqu'en juin 2024,. Propulsé comme titulaire du club de Esbjerg, il doit néanmoins faire face aux blessures dès son deuxième match, alors que son équipe connait un début de saison compliqué.

### Carrière en sélection
International avec les équipes de jeunes luxembourgeoises jusqu'aux espoirs, dont il récupère notamment le brassard de capitaine, Korac alterne ces sélections en junior avec des convocations en équipe senior dès 2019,.
Il fait finalement ses débuts avec l'équipe du Luxembourg le 11 novembre 2020 lors d'un match amical contre l'Autriche,,.